# 상표권특별사법경찰대
상표권특별사법경찰대(商標權特別司法警察隊)는 날로 늘어가고 있는 위조상품, 소위 짝퉁상품의 제조·유통·판매에 대한 단속 처벌을 더욱 강화하기 위하여 ‘사법경찰관리의 직무를 수행할 자와 그 직무범위에 관한 법률’에 근거하여 설립된 대한민국 특허청 소속기관으로 상표권특별사법경찰대장은 4급 공무원으로 보한다. 서울특별시, 대전광역시, 부산광역시에 사무소가 있다.

## 설립 근거
- 사법경찰관리의 직무를 수행할 자와 그 직무범위에 관한 법률
- 상표권특별사법경찰대 운영규정

## 같이 보기
- 철도특별사법경찰대
- 저작권특별사법경찰대